# Polyrhachis durbanensis
Polyrhachis durbanensis é uma espécie de formiga do gênero Polyrhachis, pertencente à subfamília Formicinae.